# 二見ブルーベリーシリーズ
二見ブルーベリーシリーズ（ふたみぶるーべりーしりーず）は、二見書房から発行されていたジュブナイルポルノのレーベル。
企画者は後に『電波男』で知られる本田透。倉田英之の弟であるフリー編集者・倉田雅弘との共同編集で、「萌え」「非モテ」を基本コンセプトとしていた。
そのため、「健全な鬼畜青少年を育てる」という煽り文句で売っていた初期の二次元ドリームノベルズと似た傾向があり、『エロゲー文化研究概論』の宮本直毅など、オタク系ライター出身者と、他のジュブナイルポルノレーベルでも書いているプロパー作家で構成されていた。後者の関係から、絶版となっていた作品を再刊したケースもある。
マドンナメイト文庫から派生する形で創刊したことから、初期は体験告白シリーズの萌え版のような企画アンソロジーが多く、流通網も共通だった。
当時の「萌え」ブームに便乗する形で、2005年2月から刊行開始されたが、オタク系ライター出身者の作品は「萌え」を強く意識し、極端にライトノベル風コメディの味付けを施したものが多かった。
一方で、ジュブナイルポルノの一般的形式から逸脱した作品も目立ち、2006年『SPA!』1/31号「超保存版・上級者のための［活字エロス］研究」では『試作品少女 空想東京百景』が官能小説のジャンルから排斥すべき「ファウスト系」であると批判されていた。
後期は企画アンソロジーも含めて刊行タイトルの多くが本田透の関連作品となり、2006年5月末の『キラ×キラ』シリーズ完結篇を最後に、休刊状態となっている。

## 主な新作
- 本田透『キラ×キラ』シリーズ（全3巻）
- 鏡裕之『タカビーな爆乳彼女のつくりかた』（電子書籍あり）
- 開田あや『眼鏡っ娘パラダイス』（電子書籍あり）
- ゆずはらとしゆき『試作品少女 空想東京百景』（2015年、講談社BOXでポルノ要素を抜いてリメイクされている）
- みやも（宮本直毅）『修正報告 銀河ツンデレ伝説』
- 黒石翁（石黒直樹）『かぷりっちお☆スノー』（電子書籍あり）
- 吉田親司『鉄車帝国の女囚』

## 再刊された作品
- 葦原瑞穂『完全版　ファーレンの秘宝』（フランス書院ナポレオン文庫で発売されていた『ファーレンの秘宝』と『オルランドの伝説』に加筆・修正をし、一冊にまとめたもの）